# Cyclamen africanum

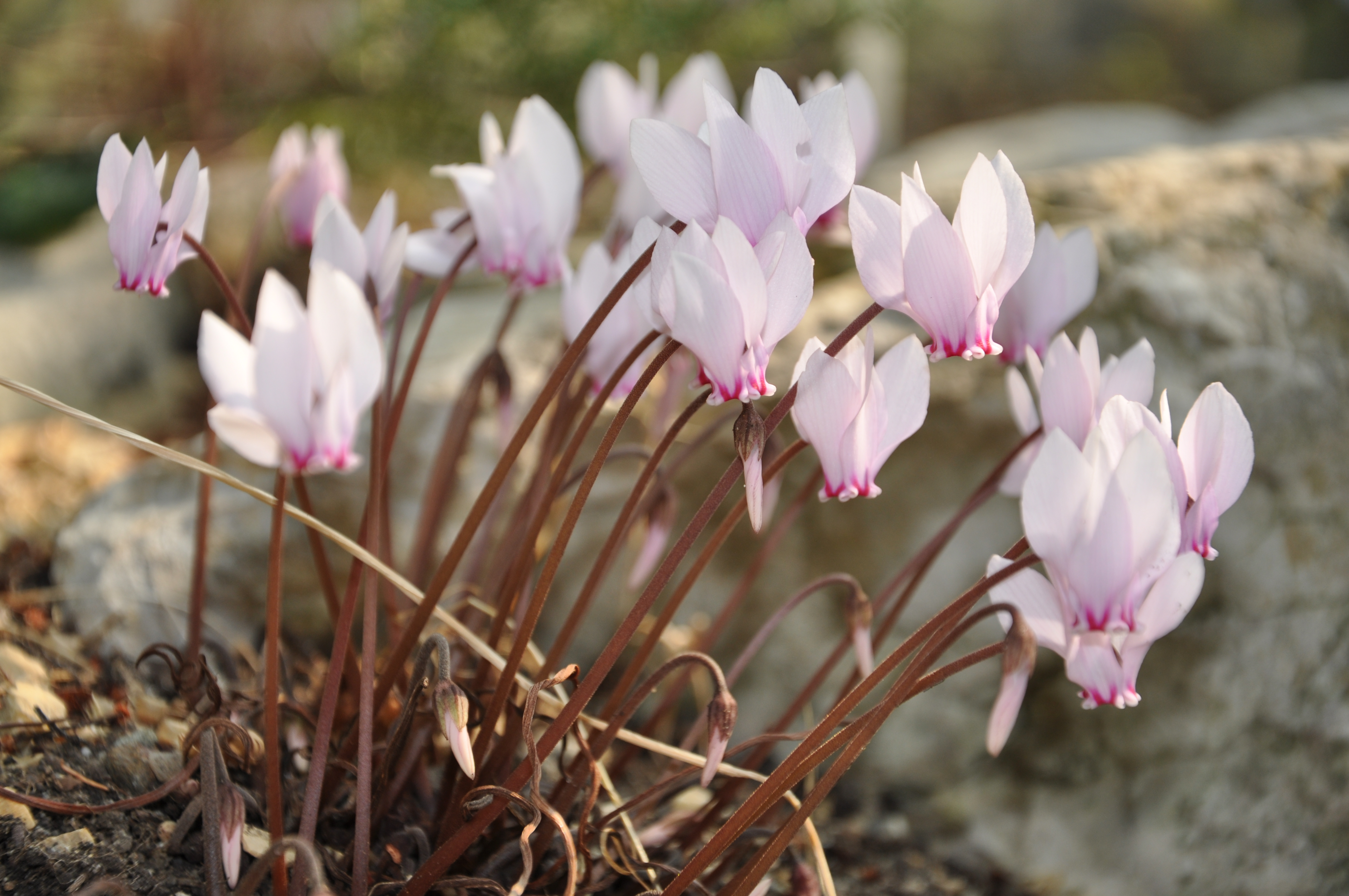
Flores, de aparición anterior a las hojas

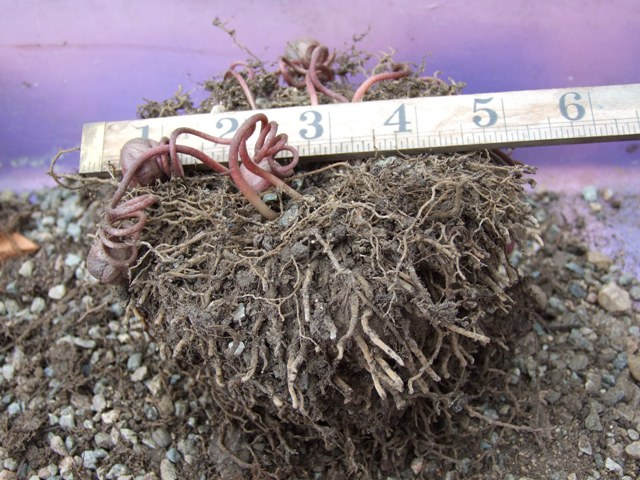
Tubérculo, con raíces que nacen de toda su superficie.

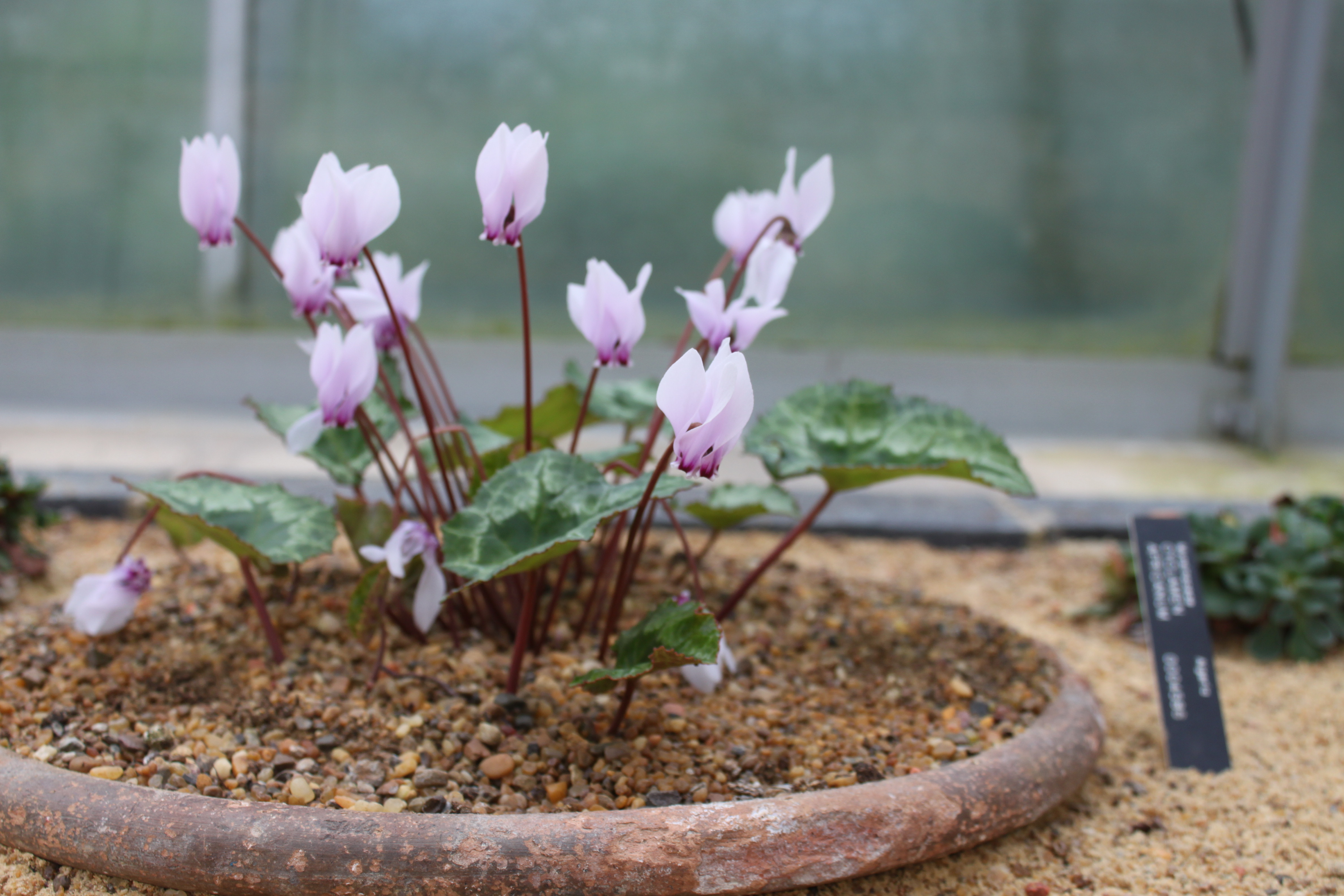
Vista de la planta

Cyclamen africanum es una planta perenne de la familia de las Primulaceae que crece de un tubérculo y es nativa del Magreb. Es muy similar en líneas generales a Cyclamen hederifolium, y autores la consideran una mera subespecie de este último.

## Descripción
El tubérculo -de unos 5 cm de diámetro- produce raíces de la parte superior, los lados, y la base, a diferencia de Cyclamen hederifolium, que produce raíces de la parte superior y los lados, pero no desde abajo. Tanto las hojas como las flores son comparables a las de dicha especie -o sea que los limbos de los pétalos son fuertemente auriculados- pero, en general, son más grandes, con pedúnculos de 12-22 cm de largo. Por otra parte, las anteras de los estambres son de color amarillo en lugar de rojo. Finalmente, los peciolos de las hojas se extienden lateralmente antes de doblarse hacia arriba, formando un ángulo y dichas hojas -que pueden llegar a medir unos 15 cm- aparecen generalmente después de las flores, que salen entre septiembre y octubre y tienen pétalos de color rosado pálido hasta rosado oscuro.
Cyclamen africanum se híbrida fácilmente con Cyclamen hederifolium, y los ejemplares que se encuentran en el mercado son generalmente híbridos entre las dos especies (Cyclamen × hildebrandii O. Schwarz). Este híbrido es más robusto y resistente que C. africanum y se puede plantar al aire libre en un lugar protegido.

## Distribución y hábitat
Crece en los matorrales y las anfractuosidades de roca del norte de Argelia y Túnez.

## Taxonomía
Cyclamen africanum fue descrita por Boiss. & Reut. y publicado en Pugill. Pl. Afr. Bor. Hispan. 75. 1852
Etimología
Ver: Cyclamen
africanum: epíteto geográfico que alude a su localización en África.
Sinonimia
- Cyclamen algeriense Jord., Icon. Fl. Eur., 3: 22, 1903
- Cyclamen ambiguum O.Schwarz, Feddes Repert. Spec. Nov. Regni Veg., 58: 275, 1955
- Cyclamen commutatum O.Schwarz & Lepper, Feddes Repert. Spec. Nov. Regni Veg., 69: 91, 1964
- Cyclamen hederifolium subsp. africanum (Boiss. & Reut.) Ietsw.,  J. Cyclamen Soc., 29: 21, 2005
- Cyclamen numidicum Glasau, Planta, 30: 528, 1939
- Cyclamen pachybolbum Jord., Icon. Fl. Eur., 3: 22, 1903
- Cyclamen saldense Pomel, Bull. Soc. Bot. France, 36: 354, 1889
- Cyclamen subrotundum Jord., Icon. Fl. Eur., 3: 21, 1903
- Cyclamen venustum Jord., Icon. Fl. Eur., 3: 21, 1903[5]